# Pajaroncillo
Pajaroncillo è un comune spagnolo di 93 abitanti situato nella comunità autonoma di Castiglia-La Mancia.